# Eberhard Müller (Theologe)

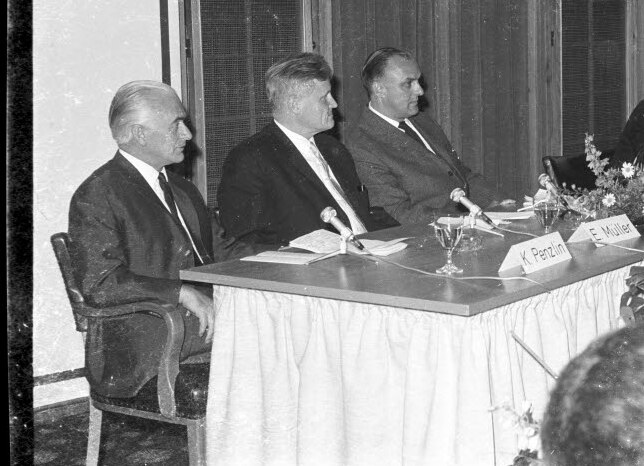
Eberhard Müller (Mitte) bei einem Forumsgespräch in Kiel (1964)

Eberhard Müller (* 22. August 1906 in Stuttgart; † 11. Januar 1989 in Heidelberg) war ein evangelischer Theologe und Gründungsdirektor der Evangelischen Akademie Bad Boll.

## Leben
Müller studierte 1925 Evangelische Theologie und Philosophie in Tübingen, Erlangen und Berlin und wurde 1929 zum Dr. phil. in Erlangen promoviert. Als Generalsekretär der Deutschen Christlichen Studentenvereinigung (DCSV) war er Geschäftsführer der Evangelischen Wochen, einer Vorläufereinrichtung des Deutschen Evangelischen Kirchentags, die 1937 von der Gestapo verboten wurde. Nach einigen Jahren als Studentenpfarrer an der Universität Tübingen wurde Müller zum Kriegsdienst eingezogen und war an der Ostfront als Feldgeistlicher tätig. Am 29. September 1945 lud Müller gemeinsam mit dem württembergischen Landesbischof Theophil Wurm zu einer Akademietagung „für Männer der Wirtschaft und des Rechts“ nach Bad Boll ein. Damit war die erste kirchliche Akademie als Dialogort in Mitteleuropa gegründet.
Müller war von 1945 bis 1971 Direktor dieser Akademie und jahrelang Vorsitzender der Kammer für soziale Ordnung der EKD, die sich mit Sozialpolitik und der Arbeitswelt beschäftigt. Er gehörte zu den einflussreichen Theologen im Deutschland der Nachkriegszeit. Müller gab den Anstoß zur Gründung des Kronberger Kreises. Der Kreis bestand aus wichtigen gesellschaftlichen und kirchlichen ausschließlich Männern, die die Interessen der Protestanten in der Öffentlichkeit vertreten und ein Gegengewicht zur stärker katholisch geprägten CDU setzten sollten. Auf seine Initiative gehen zahlreiche kirchliche Akademiegründungen in Europa, Asien und Afrika zurück. Schwerpunkte seiner Tätigkeit waren die Sorge um den Neubau einer sozialen Ordnung in Deutschland, die Entwicklung einer durch die Kirchen geförderten demokratischen Gesprächskultur und die Anregung zahlreicher Institutionen, die zu gesellschaftlicher Verantwortung beitragen (z. B. Aktion Gemeinsinn).
Müllers bleibendes Verdienst ist die Entdeckung des Gesprächs als eines eigenständigen Mediums kirchlicher Arbeit neben der Predigt.

## Ehrungen und Auszeichnungen
1971 verlieh ihm Bundespräsident Gustav Heinemann für seine Verdienste um die Gestaltung der deutschen Nachkriegsordnung das Große Bundesverdienstkreuz. 1975 erhielt er die Verdienstmedaille des Landes Baden-Württemberg.

## Werke
- Lebendige Gemeinde. Ein Wort zu den Zielen der Evangelischen Woche, in: Das evangelische Hamburg. Halbmonatsschrift für Niederdeutsches Luthertum, Nr. 1, Januar 1936, S. 14 ff.
- Die Hamburger Evangelische Woche, in: Die Furche. Evangelische Zweimonatsschrift für das geistige Leben der Gegenwart, XXII (1936) 189–190.
- Gott und der deutsche Herrgott, 1937
- Die Welt ist anders geworden. Vom Weg der Kirche im 20. Jahrhundert, 1953
- Die Kunst der Gesprächsführung. Ein Weg zum gemeinsamen Denken, 1953
- Seelsorge in der modernen Gesellschaft, 1960
- Gespräch über den Glauben, 1961
- Bekehrung der Strukturen, 1973
- Ansätze zu einer Morphogenesekonzeption bei Goethe und Entwicklungslinien bis heute. In: Beiträge zur Geschichtsphilosophie der deutschen Klassik. Collegium Philosophicum Jenense. Heft 4 (hrsg. von Erhard Lange), Hermann Böhlaus Nachfolger, Weimar 1981, S. 207 ff.
- Widerstand und Verständigung. Fünfzig Jahre Erfahrungen in Kirche und Gesellschaft 1933–1983, 1987